# Glenea lunulata
Glenea lunulata é uma espécie de escaravelho da família Cerambycidae. Foi descrita por Karl Jordan em 1894.